# Magnano
Magnano (en piamontés, Magnan) es un municipio italiano situada en la provincia de Biella, en Piamonte. Tiene una población estimada, a fines de febrero de 2023, de 353 habitantes.

## Evolución demográfica
| Gráfica de evolución demográfica de Magnano entre 1861 y 2023 |
|                                                               |
| Fuente: ISTAT - Elaboración gráfica de Wikipedia              |